# جاي روبرتس
جاي روبرتس (بالإنجليزية: Jay Roberts)‏ هو لاعب كرة قدم أمريكية أمريكي، ولد في 20 أكتوبر 1942 في دي موين في الولايات المتحدة، وتوفي في 6 أكتوبر 2010 في أوتاوا في كندا.